# Sabine Bieberstein
Sabine Bieberstein (* 18. September 1962 in Waiblingen) ist eine deutsche  römisch-katholische Theologin und Professorin an der Katholischen Universität Eichstätt-Ingolstadt.

## Leben
Sabine Bieberstein legte 1982 ihr Abitur in Fellbach ab. Sie studierte von 1982 bis 1989 katholische Theologie in Tübingen und Wien. Von 1991 bis 1997 war sie als Wissenschaftliche Assistentin am Lehrstuhl für Neues Testament bei Hermann-Josef Venetz tätig. 1997 promovierte sie an der Universität Freiburg (Schweiz) mit einer Arbeit unter dem Titel Verschwiegene Jüngerinnen – vergessene Zeuginnen. Gebrochene Konzepte im Lukasevangelium. Betreut wurde die Promotionsarbeit von Hermann-Josef Venetz.
Von 1998 bis 2008 führten verschiedene Lehraufträge sie u. a. nach Marburg, Würzburg, Frankfurt a. M., Poznań und Saarbrücken. Seit Dezember 2006 ist Bieberstein Professorin für Neues Testament und Biblische Didaktik an der Fakultät für Religionspädagogik und Kirchliche Bildungsarbeit der Katholischen Universität Eichstätt-Ingolstadt. Von Anfang an war sie Mitglied im religionspädagogischen Fakultätsrat und von 2014 bis 2017 Dekanin der Fakultät für Religionspädagogik und Kirchliche Bildungsarbeit. Davor war sie ebenfalls als Prodekanin und Studiendekanin tätig. Seit 2009 war sie wiederholt tätig als Frauen- und Gleichstellungsbeauftragte der Religionspädagogischen Fakultät. In diesem gewählten Amt setzt sie sich u. a. für eine gendersensible Sprache bei Forschungen innerhalb der Theologie ein. Für die Studierenden der Theologie organisiert sie regelmäßig Exkursionen nach Jerusalem und Israel.
Ihre Forschungsschwerpunkte liegen u. a. im Lukasevangelium, der Entstehung und Bedeutung der biblischen Auferstehungshoffnung und der Genderforschung. In ihrer Forschung konzentriert sie sich auf Frauenfiguren. Ihre aktuelle Forschung zu Paulus und den frühchristlichen Gemeinden ist auf der Website der Katholischen Universität Eichstätt—Ingolstadt zu finden. (Stand September 2020)
Sabine Bieberstein ist auch in der Erwachsenenbildung und Fortbildung von Religionslehrern und kirchlichen Mitarbeitern tätig.  Seit 2012 u. a. als Leiterin von einem Zertifikatskurs für Lehrkräfte an katholischen Schulen. 2012 und 2015 veröffentlichte sie zwei Lehrbücher mit den Titeln Paulus und die Anfänge der Kirche (2012) und Jesus und die Evangelien (2015).
Sie ist Unterzeichnerin des Memorandums Kirche 2011: Ein notwendiger Aufbruch.
Sabine Bieberstein ist mit dem deutschen Theologen Klaus Bieberstein verheiratet.

## Schriften (Auswahl)
- Verschwiegene Jüngerinnen – vergessene Zeuginnen. Gebrochene Konzepte im Lukasevangelium. Universitätsverlag, Freiburg / Schweiz und Vandenhoeck & Ruprecht, Göttingen 1998, ISBN 3-525-53938-X, ISBN 3-7278-1180-3.(online).
- als Hrsg. mit Daniel Kosch: Auferstehung hat einen Namen. Biblische Anstöße zum Christsein heute. Edition Exodus, Luzern 1998, ISBN 3-905577-25-9.
- als Hrsg. mit Daniel Kosch: Alte neue Bibel. Eine Gebrauchsanweisung. Kath. Bibelwerk, Stuttgart 2003, (Bibel einfach lesen; 5), OCLC 772856560.
- Prophetinnen, Apostelinnen, Diakoninnen. Verl. Kath. Bibelwerk, Stuttgart 2003, ISBN 3-460-08505-3.
- als Hrsg. mit Luzia Sutter Rehmann und Ulrike Metternich: Sich dem Leben in die Arme werfen. Auferstehungserfahrungen.  Chr. Kaiser/Gütersloher Verlagshaus, Gütersloh 2002. ISBN 3-579-05381-7.
- Frauen schaffen Frieden. Verl. Kath. Bibelwerk, Stuttgart 2006, ISBN  978-3-460-25297-4.
- Frauen und Geld. Verl. Kath. Bibelwerk, Stuttgart 2008, ISBN  978-3-460-25301-8.
- Leidenschaft. Verl. Kath. Bibelwerk, Stuttgart 2010, ISBN  978-3-460-25305-6.
- Auferstehung. Verl. Kath. Bibelwerk, Stuttgart 2012, ISBN  978-3-460-25309-4.
- Paulus und die Anfänge der Kirche. Edition NZN bei TVZ, Zürich 2012, ISBN  978-3-290-20081-7.
- Jesus und die Evangelien. Edition NZN bei TVZ, Zürich 2015, ISBN  978-3-290-20103-6.
- als Hrsg.: Auszeit (= FrauenBibelArbeit. Band 35). Verl. Kath. Bibelwerk, Stuttgart 2015, ISBN  978-3-460-25315-5.
- mit Klaus Bieberstein: Gutes Leben für alle! Die Schöpfungsgeschichte Gen 1,1–2,4a. Verl. Kath. Bibelwerk, Stuttgart 2017, ISBN  978-3-944766-74-4.
- als Hrsg.: Mahlzeit(en). Biblische Seiten von Essen und Trinken (FrauenBibelArbeit 39). Verl. Kath. Bibelwerk, Stuttgart 2018, ISBN  978-3-460-25319-3.
- als Hrsg. mit Peter Nothaft, Barbara Staudigl: Hoffnungsraum Schule: Perspektiven für eine profilierte Entwicklung katholischer Schulen. Verlag Matthias Grünewald, Ostfildern 2019, ISBN  978-3-7867-3172-6.